# BitchX
BitchX（发音：/ˈbɪtʃɛks/）是一款自由的IRC客户端，并且被认为是最受欢迎的基于ircII的IRC客户端。最初的实现由“Trench”和“HappyCrappy”编写，作为ircII聊天客户端的脚本。panasync（Colten Edwards）之后将其本身转换为一个程序。BitchX 1.1最终于2004年发布。它是用C语言编写的，是一个使用ncurses的TUI应用程序。GTK+工具包支持已被删除。它可以在所有类Unix系统上工作，并且是在BSD许可证下发布的。它最初基于irci-EPIC，最终被合并到EPIC IRC客户端中。它支持IPv6、多个服务器和SSL，以及一个非官方补丁的UTF-8子集（ISO-8859-1中包含的字符）。
BitchX经常被认为是类Unix系统中流行的IRC客户端。
最新的官方版本是1.2版本
BitchX还不支持Unicode。

## 安全性
早期版本的BitchX容易受到阻斷服務攻擊，因为它们可能会通过将专门设计的字符串作为参数传递给某些IRC命令而导致崩溃。这是在格式化字符串攻击成为众所周知的漏洞之前就出现的。
BitchX在2004年发布的上一个版本中存在安全问题，允许远程IRC服务器在客户端机器上执行任意代码（CVE-2007-3360（页面存档备份，存于）, CVE-2007-4584（页面存档备份，存于））。
2009年4月26日，Slackware以众多尚未解决的安全问题为由，将BitchX从其发行版中移除。
上述漏洞在1.2版本的源代码中已经修复。

## 另请参阅
- IRC客户端的比较

- IRC